# Qualifications à la Coupe d'Afrique des nations de football 2012, groupe G
Le groupe G des qualifications à la Coupe d'Afrique des nations de football 2012 est une compétition qualificative pour la phase finale de la Coupe d'Afrique des nations de football 2012, qui se déroule en janvier et février 2012 en Gabon et en Guinée équatoriale.

## Classement
| Rang | Équipe         | Pts | J | G | N | P | Bp | Bc | Diff |  | Résultats (▼ dom., ► ext.) |     |     |     |     |
| ---- | -------------- | --- | - | - | - | - | -- | -- | ---- |  | -------------------------- | --- | --- | --- | --- |
| 1    | Niger          | 9   | 6 | 3 | 0 | 3 | 6  | 8  | -2   |  | Niger                      |     | 2-1 | 3-1 | 1-0 |
| 2    | Afrique du Sud | 9   | 6 | 2 | 3 | 1 | 4  | 2  | +2   |  | Afrique du Sud             | 2-0 |     | 0-0 | 1-0 |
| 3    | Sierra Leone   | 9   | 6 | 2 | 3 | 1 | 5  | 5  | 0    |  | Sierra Leone               | 1-0 | 0-0 |     | 2-1 |
| 4    | Égypte         | 5   | 6 | 1 | 2 | 3 | 5  | 5  | 0    |  | Égypte                     | 3-0 | 0-0 | 1-1 |     |

Le Niger se qualifie en terminant premier de la poule grâce aux points gagnés lors des confrontations directes avec l'Afrique du Sud et la Sierra Leone (6 points pour le Niger contre seulement 5 pour les 2 autres nations).

## Résultats
| 1re journée                  | Afrique du Sud          | 2 - 0   | Niger | Stade Mbombela, Nelspruit                            |                                                      |
| 4 septembre 2010 20h30 UTC+2 | Mphela 11e · Parker 43e | (2 - 0) |       | Spectateurs : 40 000 Arbitrage : Khalid Abdel Rahman | Spectateurs : 40 000 Arbitrage : Khalid Abdel Rahman |
| 4 septembre 2010 20h30 UTC+2 | Feuille de match        |         |       | Spectateurs : 40 000 Arbitrage : Khalid Abdel Rahman | Spectateurs : 40 000 Arbitrage : Khalid Abdel Rahman |

| 5 septembre 2010 | Égypte           | 1 - 1   | Sierra Leone    | Stade international, Le Caire |                           |
| 21h30 UTC+2      | Fathallah 60e    | (0 - 0) | Mu. Bangura 57e | Arbitrage : Badara Diatta     | Arbitrage : Badara Diatta |
| 21h30 UTC+2      | Feuille de match |         |                 | Arbitrage : Badara Diatta     | Arbitrage : Badara Diatta |

| 2e journée                  | Niger            | 1 - 0   | Égypte | Stade Général Seyni Kountché, Niamey                   |                                                        |
| 10 octobre 2010 15h30 UTC+1 | Maazou 34e       | (1 - 0) |        | Spectateurs : 30 000 Arbitrage : Désiré Doue Nomandiez | Spectateurs : 30 000 Arbitrage : Désiré Doue Nomandiez |
| 10 octobre 2010 15h30 UTC+1 | Feuille de match |         |        | Spectateurs : 30 000 Arbitrage : Désiré Doue Nomandiez | Spectateurs : 30 000 Arbitrage : Désiré Doue Nomandiez |

| 10 octobre 2010 | Sierra Leone     | 0 - 0   | Afrique du Sud | National Stadium, Freetown |                            |
| 16h30 UTC+2     |                  | (0 - 0) |                | Arbitrage : Ali Lemghaifry | Arbitrage : Ali Lemghaifry |
| 16h30 UTC+2     | Feuille de match |         |                | Arbitrage : Ali Lemghaifry | Arbitrage : Ali Lemghaifry |

| 3e journée               | Afrique du Sud | 1 - 0   | Égypte | Soccer City Stadium, Johannesbourg               |                                                  |
| 26 mars 2011 20h05 UTC+2 | Mphela 90+3e   | (0 - 0) |        | Spectateurs : 20 000 Arbitrage : Koman Coulibaly | Spectateurs : 20 000 Arbitrage : Koman Coulibaly |
| 26 mars 2011 20h05 UTC+2 | Rapport        |         |        | Spectateurs : 20 000 Arbitrage : Koman Coulibaly | Spectateurs : 20 000 Arbitrage : Koman Coulibaly |

| 27 mars 2011 | Niger                                   | 3 - 1   | Sierra Leone   | Stade Général Seyni Kountché, Niamey |  |
| 16h00 UTC+1  | Issoufou 64e · Sidibé 79e · Kamilou 89e | (0 - 1) | Mo.Bangura 23e |                                      |  |
| 16h00 UTC+1  | Rapport                                 |         |                |                                      |  |

| 4e journée              | Sierra Leone     | 1 - 0   | Niger | National Stadium, Freetown  |                             |
| 5 juin 2011 16h30 UTC+0 | T.Bangura 51e    | (0 - 0) |       | Arbitrage : Koman Coulibaly | Arbitrage : Koman Coulibaly |
| 5 juin 2011 16h30 UTC+0 | Feuille de match |         |       | Arbitrage : Koman Coulibaly | Arbitrage : Koman Coulibaly |

| 5 juin 2011 | Égypte           | 0 - 0   | Afrique du Sud | Stade Al Salam, Le Caire                     |                                              |
| 20h30 UTC+2 |                  | (0 - 0) |                | Spectateurs : 25 000 Arbitrage : Slim Jedidi | Spectateurs : 25 000 Arbitrage : Slim Jedidi |
| 20h30 UTC+2 | Feuille de match |         |                | Spectateurs : 25 000 Arbitrage : Slim Jedidi | Spectateurs : 25 000 Arbitrage : Slim Jedidi |

| 5e journée                   | Sierra Leone                    | 2 - 1   | Égypte     | National Stadium, Freetown                    |                                               |
| 3 septembre 2011 16h30 UTC+0 | Suma 15e · Mo.Bangura 89e (Pen) | (1 - 1) | Mohsen 45e | Spectateurs : 30 000 Arbitrage : Alioum Néant | Spectateurs : 30 000 Arbitrage : Alioum Néant |
| 3 septembre 2011 16h30 UTC+0 | Feuille de match                |         |            | Spectateurs : 30 000 Arbitrage : Alioum Néant | Spectateurs : 30 000 Arbitrage : Alioum Néant |

| 4 septembre 2011 | Niger                     | 2 - 1   | Afrique du Sud | Stade Général Seyni Kountché, Niamey |  |
| 15h30 UTC+1      | Dan Kowa 10e · Maazou 47e | (1 - 0) | Jali 70e       |                                      |  |
| 15h30 UTC+1      | Feuille de match          |         |                |                                      |  |

| 6e journée                 | Égypte                     | 3 - 0   | Niger | Stade international, Le Caire                |                                              |
| 8 octobre 2011 17h00 UTC+2 | Mohsen 47e 71e · Salah 55e | (0 - 0) |       | Spectateurs : 800 Arbitrage : Solomon Wokoma | Spectateurs : 800 Arbitrage : Solomon Wokoma |
| 8 octobre 2011 17h00 UTC+2 | Feuille de match           |         |       | Spectateurs : 800 Arbitrage : Solomon Wokoma | Spectateurs : 800 Arbitrage : Solomon Wokoma |

| 8 octobre 2011 | Afrique du Sud   | 0 - 0   | Sierra Leone | Stade Mbombela, Nelspruit                        |                                                  |
| 17h00 UTC+2    |                  | (0 - 0) |              | Spectateurs : 40 000 Arbitrage : Silvester Kirwa | Spectateurs : 40 000 Arbitrage : Silvester Kirwa |
| 17h00 UTC+2    | Feuille de match |         |              | Spectateurs : 40 000 Arbitrage : Silvester Kirwa | Spectateurs : 40 000 Arbitrage : Silvester Kirwa |

## Buteurs
20 buts ont été inscrits en 12 rencontres dans le groupe G.
2 buts
- Katlego Mphela
- Marwan Mohsen

1 but
- Bernard Parker
- Mahmoud Fathallah
- Ibrahim Tetteh Bangura
- Mohamed Bangura
- Mustapha Bangura
- Alhassane Issoufou
- Daouda Kamilou
- Moussa Maazou
- Issa Modibo Sidibé